# Miner alafosc
El miner alafosc (	Geositta saxicolina) és una espècie d'ocell de la família dels furnàrids (Furnariidae).
Viu als vessants pedregosos amb vegetació dispersa dels Andes, del centre de Perú.